# Oisín Joyce
Oisín Joyce [ ɔˈʃiːnʲ d͡ʒoɪs] (* 29. Januar 2005) ist ein irischer Leichtathlet, der sich auf den Speerwurf spezialisiert hat.

## Sportliche Laufbahn
Erste internationale Erfahrungen sammelte Oisín Joyce im Jahr 2022, als er bei den U18-Europameisterschaften in Jerusalem mit einer Weite von 69,66 m den vierten Platz im Speerwurf belegte. Im Jahr darauf gelangte er bei den U20-Europameisterschaften ebendort mit 70,25 m auf Rang sechs und 2024 gewann er bei den U20-Weltmeisterschaften in Lima mit 73,89 m die Bronzemedaille. 
In den Jahren 2023 und 2024 wurde Joyce irischer Meister im Speerwurf.